# 21e étape du Tour d'Espagne 2021
Pour un article plus général, voir Tour d'Espagne 2021.
La 21e étape du Tour d'Espagne 2021 se déroule le dimanche 5 septembre 2021, sous la forme d'un contre-la-montre entre Padrón et Saint-Jacques-de-Compostelle, sur une distance de 33,8 km.

## Déroulement de l'étape
La dernière étape comprend un contre-la-montre de 33,8 kilomètres de Padrón à Saint-Jacques-de-Compostelle. Josef Cerný (Deceuninck-Quick-Step), le premier coureur à s'élancer, établit le premier temps de référence en 45 minutes et 18 secondes. Le temps est battu par Magnus Cort Nielsen en 44 minutes et 16 secondes, un peu plus d'une minute plus vite que Černý. Cort Nielsen conserve la tête jusqu'au passage de Primož Roglič, dernier coureur à s'élancer. Roglič signe un temps de 44 minutes et 2 secondes, battant le temps de Cort de 14 secondes pour remporter sa quatrième étape de la course et confirmer sa troisième victoire consécutive sur la Vuelta. Jakobsen, Storer et Mäder ont terminé le contre-la-montre sans prendre de risque pour confirmer leurs victoires respectivement aux classements par points, de la montagne et du meilleur jeune. L'équipe Bahrain Victorious remporte le classement par équipe tandis que Cort Nielsen gagne celui de la combativité. 142 coureurs ont terminé la course, 42 de moins que le nombre de coureurs qui ont pris le départ.

## Résultats

### Classement de l'étape
| \| Classement de l'étape \| Classement de l'étape \| Classement de l'étape \| Classement de l'étape \| Classement de l'étape \| \| Coureur \| Coureur \| Pays \| Équipe \| Temps \| \| --------------------- \| --------------------- \| --------------------- \| --------------------- \| --------------------- \| \| 1er \| Primož Roglič \| Slovénie \| Jumbo-Visma \| 44 min 02 s \| \| 2e \| Magnus Cort Nielsen \| Danemark \| EF Education-Nippo \| + 14 s \| \| 3e \| Thymen Arensman \| Pays-Bas \| Team DSM \| + 52 s \| \| 4e \| Josef Černý \| Tchéquie \| Deceuninck-Quick Step \| + 1 min 16 s \| \| 5e \| Chad Haga \| États-Unis \| Team DSM \| + 1 min 43 s \| \| 6e \| Egan Bernal \| Colombie \| Ineos Grenadiers \| + 1 min 49 s \| \| 7e \| Felix Großschartner \| Autriche \| Bora-Hansgrohe \| + 1 min 52 s \| \| 8e \| Steven Kruijswijk \| Pays-Bas \| Jumbo-Visma \| + 1 min 52 s \| \| 9e \| Enric Mas \| Espagne \| Movistar Team \| + 2 min 04 s \| \| 10e \| Ion Izagirre \| Espagne \| Astana-Premier Tech \| + 2 min 06 s \| |                     |            |                       |              |
| |                     |            |                       |              |
| Source : ProCyclingStats |                     |            |                       |              |
| Classement de l'étape |                     |            |                       |              |
| Coureur | Coureur             | Pays       | Équipe                | Temps        |
| 1er | Primož Roglič       | Slovénie   | Jumbo-Visma           | 44 min 02 s  |
| 2e | Magnus Cort Nielsen | Danemark   | EF Education-Nippo    | + 14 s       |
| 3e | Thymen Arensman     | Pays-Bas   | Team DSM              | + 52 s       |
| 4e | Josef Černý         | Tchéquie   | Deceuninck-Quick Step | + 1 min 16 s |
| 5e | Chad Haga           | États-Unis | Team DSM              | + 1 min 43 s |
| 6e | Egan Bernal         | Colombie   | Ineos Grenadiers      | + 1 min 49 s |
| 7e | Felix Großschartner | Autriche   | Bora-Hansgrohe        | + 1 min 52 s |
| 8e | Steven Kruijswijk   | Pays-Bas   | Jumbo-Visma           | + 1 min 52 s |
| 9e | Enric Mas           | Espagne    | Movistar Team         | + 2 min 04 s |
| 10e | Ion Izagirre        | Espagne    | Astana-Premier Tech   | + 2 min 06 s |

## Classements à l'issue de l'étape

### Classement général
| \| Classement général \| Classement général \| Classement général \| Classement général \| Classement général \| \| Coureur \| Coureur \| Pays \| Équipe \| Temps \| \| ------------------ \| ------------------- \| ------------------ \| ------------------ \| ------------------ \| \| 1er \| Primož Roglič \| Slovénie \| Jumbo-Visma \| 83 h 55 min 29 s \| \| 2e \| Enric Mas \| Espagne \| Movistar Team \| + 4 min 42 s \| \| 3e \| Jack Haig \| Australie \| Bahrain Victorious \| + 7 min 40 s \| \| 4e \| Adam Yates \| Royaume-Uni \| Ineos Grenadiers \| + 9 min 06 s \| \| 5e \| Gino Mäder \| Suisse \| Bahrain Victorious \| + 11 min 33 s \| \| 6e \| Egan Bernal \| Colombie \| Ineos Grenadiers \| + 13 min 27 s \| \| 7e \| David de la Cruz \| Espagne \| UAE Team Emirates \| + 18 min 33 s \| \| 8e \| Sepp Kuss \| États-Unis \| Jumbo-Visma \| + 18 min 55 s \| \| 9e \| Guillaume Martin \| France \| Cofidis \| + 20 min 27 s \| \| 10e \| Felix Großschartner \| Autriche \| Bora-Hansgrohe \| + 22 min 22 s \| |                     |             |                    |                  |
| |                     |             |                    |                  |
| Source : ProCyclingStats |                     |             |                    |                  |
| Classement général |                     |             |                    |                  |
| Coureur | Coureur             | Pays        | Équipe             | Temps            |
| 1er | Primož Roglič       | Slovénie    | Jumbo-Visma        | 83 h 55 min 29 s |
| 2e | Enric Mas           | Espagne     | Movistar Team      | + 4 min 42 s     |
| 3e | Jack Haig           | Australie   | Bahrain Victorious | + 7 min 40 s     |
| 4e | Adam Yates          | Royaume-Uni | Ineos Grenadiers   | + 9 min 06 s     |
| 5e | Gino Mäder          | Suisse      | Bahrain Victorious | + 11 min 33 s    |
| 6e | Egan Bernal         | Colombie    | Ineos Grenadiers   | + 13 min 27 s    |
| 7e | David de la Cruz    | Espagne     | UAE Team Emirates  | + 18 min 33 s    |
| 8e | Sepp Kuss           | États-Unis  | Jumbo-Visma        | + 18 min 55 s    |
| 9e | Guillaume Martin    | France      | Cofidis            | + 20 min 27 s    |
| 10e | Felix Großschartner | Autriche    | Bora-Hansgrohe     | + 22 min 22 s    |

| Classement par points | Classement par points | Classement par points | Classement par points | Classement par points |
| Coureur               | Coureur               | Pays                  | Équipe                | Points                |
| --------------------- | --------------------- | --------------------- | --------------------- | --------------------- |
| 1er                   | Fabio Jakobsen        | Pays-Bas              | Deceuninck-Quick Step | 250 pts               |
| 2e                    | Primož Roglič         | Slovénie              | Jumbo-Visma           | 199 pts               |
| 3e                    | Magnus Cort Nielsen   | Danemark              | EF Education-Nippo    | 161 pts               |
| 4e                    | Matteo Trentin        | Italie                | UAE Team Emirates     | 145 pts               |
| 5e                    | Enric Mas             | Espagne               | Movistar Team         | 120 pts               |
| 6e                    | Alberto Dainese       | Italie                | Team DSM              | 120 pts               |
| 7e                    | Michael Matthews      | Australie             | BikeExchange          | 114 pts               |
| 8e                    | Andrea Bagioli        | Italie                | Deceuninck-Quick Step | 101 pts               |
| 9e                    | Egan Bernal           | Colombie              | Ineos Grenadiers      | 96 pts                |
| 10e                   | Arnaud Démare         | France                | Groupama-FDJ          | 91 pts                |

| Classement par points | Classement par points | Classement par points | Classement par points | Classement par points |
| Coureur               | Coureur               | Pays                  | Équipe                | Points                |
| --------------------- | --------------------- | --------------------- | --------------------- | --------------------- |
| 1er                   | Fabio Jakobsen        | Pays-Bas              | Deceuninck-Quick Step | 250 pts               |
| 2e                    | Primož Roglič         | Slovénie              | Jumbo-Visma           | 199 pts               |
| 3e                    | Magnus Cort Nielsen   | Danemark              | EF Education-Nippo    | 161 pts               |
| 4e                    | Matteo Trentin        | Italie                | UAE Team Emirates     | 145 pts               |
| 5e                    | Enric Mas             | Espagne               | Movistar Team         | 120 pts               |
| 6e                    | Alberto Dainese       | Italie                | Team DSM              | 120 pts               |
| 7e                    | Michael Matthews      | Australie             | BikeExchange          | 114 pts               |
| 8e                    | Andrea Bagioli        | Italie                | Deceuninck-Quick Step | 101 pts               |
| 9e                    | Egan Bernal           | Colombie              | Ineos Grenadiers      | 96 pts                |
| 10e                   | Arnaud Démare         | France                | Groupama-FDJ          | 91 pts                |

| Classement de la montagne | Classement de la montagne | Classement de la montagne | Classement de la montagne | Classement de la montagne |
| Coureur                   | Coureur                   | Pays                      | Équipe                    | Points                    |
| ------------------------- | ------------------------- | ------------------------- | ------------------------- | ------------------------- |
| 1er                       | Michael Storer            | Australie                 | Team DSM                  | 80 pts                    |
| 2e                        | Romain Bardet             | France                    | Team DSM                  | 61 pts                    |
| 3e                        | Primož Roglič             | Slovénie                  | Jumbo-Visma               | 51 pts                    |
| 4e                        | Damiano Caruso            | Italie                    | Bahrain Victorious        | 33 pts                    |
| 5e                        | Rafał Majka               | Pologne                   | UAE Team Emirates         | 33 pts                    |
| 6e                        | Jack Haig                 | Australie                 | Bahrain Victorious        | 23 pts                    |
| 7e                        | Sepp Kuss                 | États-Unis                | Jumbo-Visma               | 19 pts                    |
| 8e                        | Enric Mas                 | Espagne                   | Movistar Team             | 17 pts                    |
| 9e                        | Egan Bernal               | Colombie                  | Ineos Grenadiers          | 16 pts                    |
| 10e                       | Fabio Aru                 | Italie                    | Qhubeka NextHash          | 16 pts                    |

| Classement de la montagne | Classement de la montagne | Classement de la montagne | Classement de la montagne | Classement de la montagne |
| Coureur                   | Coureur                   | Pays                      | Équipe                    | Points                    |
| ------------------------- | ------------------------- | ------------------------- | ------------------------- | ------------------------- |
| 1er                       | Michael Storer            | Australie                 | Team DSM                  | 80 pts                    |
| 2e                        | Romain Bardet             | France                    | Team DSM                  | 61 pts                    |
| 3e                        | Primož Roglič             | Slovénie                  | Jumbo-Visma               | 51 pts                    |
| 4e                        | Damiano Caruso            | Italie                    | Bahrain Victorious        | 33 pts                    |
| 5e                        | Rafał Majka               | Pologne                   | UAE Team Emirates         | 33 pts                    |
| 6e                        | Jack Haig                 | Australie                 | Bahrain Victorious        | 23 pts                    |
| 7e                        | Sepp Kuss                 | États-Unis                | Jumbo-Visma               | 19 pts                    |
| 8e                        | Enric Mas                 | Espagne                   | Movistar Team             | 17 pts                    |
| 9e                        | Egan Bernal               | Colombie                  | Ineos Grenadiers          | 16 pts                    |
| 10e                       | Fabio Aru                 | Italie                    | Qhubeka NextHash          | 16 pts                    |

| Classement du meilleur jeune | Classement du meilleur jeune | Classement du meilleur jeune | Classement du meilleur jeune | Classement du meilleur jeune |
| Coureur                      | Coureur                      | Pays                         | Équipe                       | Temps                        |
| ---------------------------- | ---------------------------- | ---------------------------- | ---------------------------- | ---------------------------- |
| 1er                          | Gino Mäder                   | Suisse                       | Bahrain Victorious           | 84 h 07 min 02 s             |
| 2e                           | Egan Bernal                  | Colombie                     | Ineos Grenadiers             | + 1 min 54 s                 |
| 3e                           | Juan Pedro López             | Espagne                      | Trek-Segafredo               | + 19 min 48 s                |
| 4e                           | Rémy Rochas                  | France                       | Cofidis                      | + 40 min 59 s                |
| 5e                           | Clément Champoussin          | France                       | AG2R Citroën Team            | + 45 min 56 s                |
| 6e                           | Steff Cras                   | Belgique                     | Lotto-Soudal                 | + 1 h 10 min 33 s            |
| 7e                           | Jefferson Cepeda             | Équateur                     | Caja Rural-Seguros RGA       | + 1 h 47 min 21 s            |
| 8e                           | Pavel Sivakov                | Russie                       | Ineos Grenadiers             | + 1 h 53 min 14 s            |
| 9e                           | Gotzon Martín                | Espagne                      | Euskaltel-Euskadi            | + 1 h 59 min 06 s            |
| 10e                          | Michael Storer               | Australie                    | Team DSM                     | + 2 h 11 min 12 s            |

| Classement du meilleur jeune | Classement du meilleur jeune | Classement du meilleur jeune | Classement du meilleur jeune | Classement du meilleur jeune |
| Coureur                      | Coureur                      | Pays                         | Équipe                       | Temps                        |
| ---------------------------- | ---------------------------- | ---------------------------- | ---------------------------- | ---------------------------- |
| 1er                          | Gino Mäder                   | Suisse                       | Bahrain Victorious           | 84 h 07 min 02 s             |
| 2e                           | Egan Bernal                  | Colombie                     | Ineos Grenadiers             | + 1 min 54 s                 |
| 3e                           | Juan Pedro López             | Espagne                      | Trek-Segafredo               | + 19 min 48 s                |
| 4e                           | Rémy Rochas                  | France                       | Cofidis                      | + 40 min 59 s                |
| 5e                           | Clément Champoussin          | France                       | AG2R Citroën Team            | + 45 min 56 s                |
| 6e                           | Steff Cras                   | Belgique                     | Lotto-Soudal                 | + 1 h 10 min 33 s            |
| 7e                           | Jefferson Cepeda             | Équateur                     | Caja Rural-Seguros RGA       | + 1 h 47 min 21 s            |
| 8e                           | Pavel Sivakov                | Russie                       | Ineos Grenadiers             | + 1 h 53 min 14 s            |
| 9e                           | Gotzon Martín                | Espagne                      | Euskaltel-Euskadi            | + 1 h 59 min 06 s            |
| 10e                          | Michael Storer               | Australie                    | Team DSM                     | + 2 h 11 min 12 s            |

| Classement par équipes | Classement par équipes             | Classement par équipes | Classement par équipes |
| Équipe                 | Équipe                             | Pays                   | Temps                  |
| ---------------------- | ---------------------------------- | ---------------------- | ---------------------- |
| 1re                    | Bahrain Victorious                 | Bahreïn                | 252 h 19 min 35 s      |
| 2e                     | Jumbo-Visma                        | Pays-Bas               | + 7 min 26 s           |
| 3e                     | Ineos Grenadiers                   | Royaume-Uni            | + 32 min 18 s          |
| 4e                     | UAE Team Emirates                  | Émirats arabes unis    | + 1 h 05 min 10 s      |
| 5e                     | Intermarché-Wanty-Gobert Matériaux | Belgique               | + 1 h 15 min 05 s      |
| 6e                     | Movistar Team                      | Espagne                | + 1 h 17 min 16 s      |
| 7e                     | AG2R Citroën Team                  | France                 | + 1 h 43 min 04 s      |
| 8e                     | Cofidis                            | France                 | + 2 h 15 min 39 s      |
| 9e                     | Trek-Segafredo                     | États-Unis             | + 2 h 38 min 20 s      |
| 10e                    | Team DSM                           | Allemagne              | + 2 h 59 min 49 s      |

| Classement par équipes | Classement par équipes             | Classement par équipes | Classement par équipes |
| Équipe                 | Équipe                             | Pays                   | Temps                  |
| ---------------------- | ---------------------------------- | ---------------------- | ---------------------- |
| 1re                    | Bahrain Victorious                 | Bahreïn                | 252 h 19 min 35 s      |
| 2e                     | Jumbo-Visma                        | Pays-Bas               | + 7 min 26 s           |
| 3e                     | Ineos Grenadiers                   | Royaume-Uni            | + 32 min 18 s          |
| 4e                     | UAE Team Emirates                  | Émirats arabes unis    | + 1 h 05 min 10 s      |
| 5e                     | Intermarché-Wanty-Gobert Matériaux | Belgique               | + 1 h 15 min 05 s      |
| 6e                     | Movistar Team                      | Espagne                | + 1 h 17 min 16 s      |
| 7e                     | AG2R Citroën Team                  | France                 | + 1 h 43 min 04 s      |
| 8e                     | Cofidis                            | France                 | + 2 h 15 min 39 s      |
| 9e                     | Trek-Segafredo                     | États-Unis             | + 2 h 38 min 20 s      |
| 10e                    | Team DSM                           | Allemagne              | + 2 h 59 min 49 s      |

## Abandons
- Aucun abandon.